# 布莱市镇
布莱市镇（俄语：Булайское муниципальное образование）是俄罗斯联邦伊尔库茨克州切列姆霍沃区所属的一个市镇。其下辖有6个居民点，行政中心为上布莱。据2016年统计，该市镇的人口为1215人。